# Gat rovellat
El gat rovellat (Prionailurus rubiginosus) és una de les espècies més petites de fèlids. Viu en parts de l'Índia i fa aproximadament 40 cm de llargada, a més d'una cua d'uns 20 cm. Pesa aproximadament 1,5 kg. Té el pelatge gris amb taques rubiginoses al dors i els flancs. S'assembla al gat de Bengala.